# Griffith C. Evans

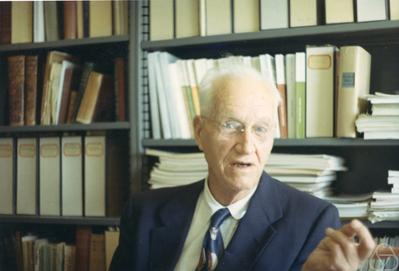
Griffith C. Evans

Griffith Conrad Evans (n. 11 mai 1887 - d. 8 decembrie 1973) a fost un matematician american, cunoscut pentru contribuțiile aduse la dezvoltarea departamentului de matematică din cadrul Universității Berkeley din California și promovării a mai multor viitori matematicieni pe la mijlocul secolului al XX-lea.
A contribuit la devoltarea teoriei potențialului, la definirea noțiunii de capacitate a unei mulțimi și cea de punct neregulat.
Unele rezultate privind problema generalizată a lui Dirichlet i-au stârnit interesul și au constituit un imbold pentru continuarea cercetărilor.
L-a preocupat și problema derivatei areolare.

## Scrieri
- 1909: The Integral Equation of the second Kind of Volterra, with Singular Kernel;
- 1911: Sopra l'equazione integrale di Volterra di seconda specie, con una limite dell'integrale infinite.